# 맥류
맥류(麥類)는 핵심 포아풀아과의 곡식을 두루 일컫는 말이다. 보리, 밀, 호밀, 귀리 모두 한자로 맥을 붙여 적기도 한다.

## 같이 보기
- 잡곡
- 맥주